# Bosque Metropolitano
El Bosque Metropolitano será un parque de tipo cinturón verde que creará el Ayuntamiento de Madrid y ocupará todo el perímetro de la ciudad de Madrid. Contará con una longitud de 75 km, una superficie de 35 000 hectáreas, y con 1 000 000 árboles, aproximadamente.
Dentro de las zonas de actuación se plantaran árboles autóctonos que se adaptan a las condiciones del municipio. Además constará de zonas infantiles, senderos de paseo, zonas deportivas y ecoductos o puentes verdes, que permitan salvar las principales infraestructuras viarias y ferroviarias en determinados puntos y contribuyan al acceso de persona y fauna.
La construcción del parque comenzará en el cerro Almodóvar, en el distrito de Villa de Vallecas.